# Brookhaven National Laboratory
Brookhaven National Laboratory (BNL) je národní laboratoř Ministerstva energetiky Spojených států amerických, která se nachází v Uptonu na Long Islandu a byla oficiálně založena v roce 1947 na místě bývalé základny americké armády a japonského internačního tábora Camp Upton. Její název je odvozen od její polohy ve městě Brookhaven, přibližně 60 mil východně od New Yorku. Laboratoř je spravována společně  Newyorskou státní univerzitou ve Stony Brooku a Battelle Memorial Institute.
Výzkum v BNL zahrnuje jadernou fyziku a fyziku vysokých energií, výzkum v oblasti energetiky, životního prostředí a biologických věd, nanověd a národní bezpečnosti. V areálu o rozloze 5 300 akrů se nachází několik velkých výzkumných zařízení, včetně urychlovače relativistických těžkých iontů a Národního synchrotronového zdroje světla II. Za práci vykonanou v této národní laboratoři bylo uděleno sedm Nobelových cen.